# Ephippigerida marceti
Ephippigerida marceti är en insektsart som beskrevs av Navás 1907. Ephippigerida marceti ingår i släktet Ephippigerida och familjen vårtbitare. Inga underarter finns listade i Catalogue of Life.